# 베시 헤드
베시 에머리 헤드(Bessie Emery Head, 1937년 - 1986년)는 남아프리카 공화국 태생의 보츠와나 작가이다. 남아프리카 공화국에서 인종간 관계가 불법이었던 시대에 부유한 백인 여성과 흑인 남성 사이에서 태어났다.

## 생애
13세까지 남아프리카 공화국의 한 혼혈인(이른바 "coloured") 집안에 맡겨져 자라나고 그 후 고아원에 보내졌다. 하지만 그의 어머니의 가족과는 계속 연락을 취했고 그들은 헤드의 교육비를 대주었다.
헤드는 교사가 되었다가 1950년대와 1960년대에는 기자로 일했다. 그러다가 범아프리카주의 운동에 연루되어 1964년 보츠와나(당시에는 영국의 보호령 베추아날란드)에 망명했다. 그가 보츠와나 국적을 얻기까지는 15년이 걸렸다.
베시 헤드는 보츠와나의 최대 "촌락"(이주민 정착자들이 세운 마을이 아닌 원주민들의 마을)인 세로웨에 정착하였다. 세로웨는 바망그와토족의 수도로 유명한 곳이다.
헤드의 주요 작품은 거의 다 세로웨에서 집필되었다. 특히 대표작인 《비구름이 모일 때(When Rain Clouds Gather)》, 《마루(Maru)》, 《권력의 문제(A Question of Power)》 등의 소설이 이때 완성되었다.
1986년 간염으로 사망하였으며 당시에는 전 세계에 주목을 받기 시작하고 극심한 가난에서 벗어나고 있던 때였다.

## 작품
《비구름이 모일 때》의 주인공 마카야는 남아프리카 공화국 출신 난민으로 보츠와나로 넘어가 그곳의 한 마을에서 새 삶을 시작한다. 길버트 밸포어라는 영국인과 만나 마을 주민들의 삶을 나아지게 하려 노력하나 현실에 맞지 않는 구습과 자신들의 이익만 챙기는 정치인 등의 방해를 받는다.
《마루》의 주인공인 마거릿은 피부색이 옅은 부시맨의 일파인 마사르와족 여인으로 보츠와나의 한 마을에 교사로 일하러 가자 현지 흑인들의 인종차별과 맞부닥친다.